# Пустоловина Божићног пудинга
Пустоловина Божићног пудинга (енгл. The Adventure of Christmas Pudding) је детективска збирка кратких прича Агате Кристи објављена у Великој Британији 24. октобра 1960. године. То је прво издање Кристијеве објављено које садржи кратке приче и о Херкулу Поароу и о госпођици Марпл, двоје најпознатијих детектива списатељице. Цена је достигла 12 шилинга и 6 пенија. У САД није објављена иако су приче из ње објављене у другим збиркама.
На српском језику је Пустоловина Божићног пудинга први пут објављена 1984. године, а издање из 1997. објављено је под насловом Тајна божићног пудинга.

## Радња

### Пустоловина Божићног пудинга
Поароа моли господин Џезмонд, који ради као посредник источног краљевића, да помогне том несрећном младићу са невољом који има. Краљевић треба ускоро да се жени.
На путу за венчање, он је упознао привлачну, али очигледну лаку женску па је пожурио да се мало забави са њом. Краљевић је понео неколико драгоцених драгуља са собом у Лондон на процену у Картије, а један од њих, фабулозни рубин, је украла та млада жена. Ако се не врати, избиће брука па због тога полиција не сме да се меша. Загонетка мора да се реши у једној старој енглеској кући Лејсијевих где је уређено да Поаро буде са породицом током Божића, наводно да искуси уобичајени енглески Божић.
Током Бадње вечери је у кући Лејсијевих Поароа са осталим члановима упознала госпођа Лејси, старија домаћица. Ту су били и њен супруг пуковник Лејси, унука Сара (ћерка њиховог покојног сина), унук Колин у пубертету (син њихове ћерке), Колинов школски друг Мајкл, Сарина и Колинова сестра од тетке Бриџет, млађа рођака госпође Лејси Дајана и породични пријатељ Дејвид Велвин.
Пуковнику и госпођи Лејси смета веза Саре са младим Дезмондом Ли-Вортлијем јер обоје мисле да он није прилика за њихову млад унуку, а позвали су га за Божић у нади да ће неколико дана уз Сару њој показати колико је неприкладан, поготово у поређењу са Дејвидом Велвином који је њен друг из детињства. Ли-Вортли је дошао са сестром која се опоравља од операције па је веићном у својој соби у којој се одмара.
Колин, Мајкла и Бриџет је Поаро разочарао јер није испунио њихова очекивања у вези тога како би детектив требало да изгледа. Они су смислили план да исценирају убиство које би Поаро решио с' тим што би Бриџет лежала на снегу и глумила леш док би било отисака стопала у снегу који и даље пада и које би мало прикрио. Одлучили су да план спроведу у дело на Дан дарова јер пуковник Лејси не би волео да се тако нешто деси за Божић.
Те ноћи је јелка украшена, а гости и домаћини су се повукли у своје собе на починак. Поаро је на јастуку пронашао поруку која гласи: "Немојте јести један од колача са шљивама. Неко ко вам жели добро." и то га је збунило.
Следећег дана, домаћини и гости су појели велику вечеру, а онда је стари слуга донео колач уз велику најаву. Свако је нашао неки уобичајени предмет у свом парчету, али се пуковник зачудио и изненадио кад је замало сломио зуб о комад црвеног стакла који је пронашао у свом парчету. Поаро је узео предмет и ставио га у џеп, а после је отишао у кухињу како би похвалио куварицу госпођицу Рос за јело и поготово за колач, а она му је признала да је направила два, један за Божић и један за Ускрс, али је онај за Божић испао па је послужила онај за Ускрс.
Те ноћи се Поаро правио да спава пошто је избегао да попије кафу са дрогом коју му је послужио Ли-Вортли, а нека фигура је ушла у његову собу и обавила темељан претрес.
Сутрадан су деца спровела свој план "убиства" и извукли су Поароа из кревета како би истражио "леш", ал план је пошао по злу када је Поаро потврдио да је Бриџет стварно мртва, а Сара и Ли-Вортли су им се придружили на снегу. Поаро је замолио младића да опипа Бриџет откуцаје, а он је потврдио да их нема.
Поаро је указао да отисци на снегу личе не Ли-Вортлијеве и да је у покојнициној руци био "рубин" из колача. Ли-Вортли је био сумњичав, али је узео стакло и понудио се да позове полицију. Кад је рекао Дајани да телефон не ради, он је отишао колима по полицију.
Поаро је увео остале у кућу где их је саслушао и рекао им да је Ли-Вортли уцењивач умешан у још неке мутне радње. Његова наводна сестра је млада жена која је украла рубин краљевићу са истока и њих двоје је пратио у кући Лејсијевих.
Бриљет се појавила у соби − није била мртва, само је носила мерач за притисак на руци док је лежала у снегу и помогле је Поароу да завара Ли-Вортлија. Поаро је чуо како деца смишљају "убиство" кроз отворен прозор и искористио ту прилику да ухвати Ли-Вортлија. Рубин који је Бриџет држала у руци је била имитација коју је Поаро донео у кућу и њега је Ли-Вортли однео. Поаро је претпоставио да ће отићи у иностранство где ће га ухватити током покушаја да прода лажни драгуљ. Прави драгуљ је двоје лопова сакрило у колач за који им је речено да је ускршњи и нису знали за несрећу која се догодила божићном. Ли-Вортлијева "сестра" је чула све и побеснела што ју је оставио и збрисао па је и сама убрзо отишла из куће. Загонетка око тога ко је оставио поруку на Поароовом јастук је решила једна од служавки кад је признала да је чула Ли-Вортлија и његову "сестру" како разговарају о томе да уклоне Поароа и да су нешто ставили у колач због чега је помислила да хоће да га отрују. Као награду јој је обећао несесер, а Бриџет га је пољубила под имелом.

### Загонетка шпанске шкриње
Поароу пажњу привлачи новински наслов који говоре о најновијим догађајима у "Загонетки шпанске шкриње". По његовом захтеву, госпођица Лемон припрема предлог предмета. Мајор Чарлс Рич одржао је мали пријем у свом стану. Званице су били брачни пар Клејтон, брачни пар Спенс и командир Макларен. У посљедњем тренутку, господин Клејтон је примио хитни брзојав којим је те ноћи позван у Шкотску па није могао да присуствује пријему. Недуго пре забаве, он је попио пиће са Маклареном у њиховом клубу где му је објаснио своје предстојеће одсуство, а затим је пре одласка на станицу узео такси и отишао до Рича да би му се извинио. Рич није био ту, али га је Бурџес - Ричов слуга - пустио да уђе и оставио да напише поруку у дневној соби док је он наставио да ради у кухињи. Десетак минута касније, Рич се вратио и послао је Бурџеса у набавку. Рич пориче да је видео Клејтона у стану што пориче и Бурџес након што је оставио човека да напише поруку. Пријем је добро прошао. Сутрадан, Бурџес је приметио неку црвену течност на тепиху која капа из шпанске шкриње у углу собе. Кад ју је отворио, запрепашћени човек пронашао је убодено тело господина Клејтона. Рич је сада ухапшен као очигледни осумњичени, али Поаро види грешку у томе што не види како и зашто би Рич мирно отишао у кревет док је крвави леш у шкрињи. Он успева да започне истрагу случаја када га заједничка пријатељица препоручи госпођи Клејтон.
Када је упознао удовицу, њега је одмах погодила њена лепа невиност и брзо је схватио да је привлачи мајор Рич иако она пориче да је у вези са њим, али је признала да није волела свог затвореног и безосећајног супруга. Он се затио видео са свима који су били на пријему по реду по којим се свако слаже о љупкости госпође Клејтон и мањак осећања њеног супруга. Поароу је био сумњив Бурџес па се вратио у Ричов стан где му је слуга показао место злочина. Када је погледао шкрињу, Поаро је пронашао неке рупе позади и са стране и питао Бурџеса да ли је нешто у соби различито у односу на ноћ кад је био пријем на шта је добио одговор да је параван био потпуно сакрио шкрињу те ноћи. Кад се сетио реченице у вези Отела госпође Спенс, Поаро је схватио истину. Господин Клејтон је Отело, госпођа Клејтон Дездемона, а нестали Јаго у ствари заповедник Макларен. Он се заљубио у госпођу Клејтон и био је љубоморан на мајора Рича па је смислио савршен злочин да Клејтон умре, а Рич буде оптужен за његово убиство. Неколико пута је указивао Клејтону да му је супруга неверна до те мере да је човек смислио план да лажира пословни пут у Шкотску и нађе разлог да уђе у Ричов стан па се сакрио у шкрињу како би посматрао шта се дешава у његовој одсутности на пријему. Макларен који је пуштао музику да би људи играли је био иза паравана где је отворио шкрињу и избоо пријатеља. Поаро је био сигуран да ће кад му објашњење буде предочено, Макларен признати.

### У запећку
Сер Рубен Аствел је убијен пре десет дана у својој викендици Мон Репос када је био насилно ударен у потиљак штапом, а његов сестрић, Чарлс Леверсон, је ухапшен. Сер Рубенова супруга, леди Аствел, уверена је да је прави злочинац покојников тајник, Овен Трефјузис, иако нема ни трунке доказа како би поткрепила ту тврдњу па се уместо тога ослањао на "предосећај". Она шаље своју младу дружбеницу, Лили Маргрејв, код Поароа да га унајми због случаја што Поаро прихвата, делимично зато што осећа да Лили не жели да он истражује ствар и да нешто да крије.
Кад је стигао у Мон Репос, Поаро је разговарао са довитљивом и доминантном леди Аствел која му је рекла да је сер Рубенов брат и пословни ортак Виктор такође гост на вечери. Оба брата су вреле нарави, а било је много јазова и несугласица у кући, а највише око Чарлса Леверсона, а сер Рубен је често искаљивао свој бес на послузи. Поаро је разговарао са слугом Парсонсом, једним од главних сведока случаја, Његова соба је на доњем спрату, а изнад ње је "Торањска соба", сер Рубеново уточиште. То је омања соба, са још једном просторијом изнад у коју води кружно степениште, а у ствари је то био опсерваторијум који је ранији власник који је био астроном направио. Сер Рубен је писао касно увече, а Парсонс спавао, али га је пробудио звук кад се Леверсон вратио кући око поноћи и ушао. Чуо је кад је Леверсон викао на свог ујака после чега је уследио узвик и туп звук. Кад је кренуо горе да види шта је било, Парсонс је чуо Леверсона како је рекао "Нема везе" и пожелео ујаку лаку ноћ. Сутрадан је сер Рубен пронађен мртав. Кад је Поаро разговарао са Трефјузисом, некако благ човек је признао да га је током девет година службе сер Рубен свирепо малтретирао. Трефјузис је показао Поароу место злочина, а детектив је био збуњен због чега постоји крвава мрља на столу ако је сер Рубеново тело пронађено на поду. Поаро је испробао један оглед са својим слугом Џорџом и схватио је да је сер Рубен убијен док је седео за столом и тако остао јер је столица мало спуштена.
Поаро је више било сумњиво живчано понашање Лили Маргрејв па је истражио у два месна хотела како би видео да ли је неко одсео па отишао око поноћи и пронашао је једног таквог човека − капетана Хамфрија Нејлора − и постао убеђена да постоји веза са Лили па је поставио клопку натопивши својом крвљу исцепани део хаљине коју је носила те вечери и рекао јој да га је пронашао у "Торањској соби". Она му је признала да је Нејлорова сестра и да је њега преварио за афрички рудник злата сер Рубен. Одлучна да пронађе доказ, она се договорила са братом да се запосли као дружбеница леди Аствел, а дотичне ноћи док ју је брат чекао напољу, она је отишла до "Торањске собе" и видела Леверсона како одлази. Затим је ушла у собу и пронашла тело на поду (такође је претресла сеф и пронашла доказ да јој је брат преварен), али није починила злочин. Поаро јој је веровао и схватио је да је Леверсон био пијан дотичне ноћи, а чудно се понашао зато што је викао на ујака, гурнуо га и онда схватио да је мртав, а тело пало на под − и да је тај звук Парсонс чуо. Он је био невин јер је његов ујак убијен пре него што је он ушао у собу.
Поаро је убедио леди Аствел да се пдвргне хипнози како би се сетила догађаја из ноћи убиства. Она је потврдила оно што је већ рекла полицији − да се посвађала са супругом у Торањској соби неких 10 минута пре него што се Леверсон вратио. Такође је успела да се сети догађаја како је обично мирни Трефјузис сломио нож за хартију у налету беса раније те вечери када је на њега викао сер Рубен (чиме је доведен у сумњу) и чудном облику на завеси која је висила између собе и кружног степеништа које су водиле на горњи део Торањске собе. Поаро је схватио да је неко већ био тамо кад су се она и супруг посвађали.
Поаро је почео да се игра живцима свих из куће, продуживши боравак и претресавши свима собе, на њихово незадовољство. Такође је рекао да је пронашао нешто на кружном степеништу што ће запечатити убици судбину и оставио је то у кутији у својој соби док је на кратко отпутовао за Лондон. После се вратио и рекао станарима да је Трефјузис заиста убица, али да убиство није било са предумишљајем. Тајник је оставио нешто горњем делу Торањске собе и кренуо је по то, а онда је случајно постао сведок сер Рубенове и свађе леди Аствел. Кад је она отишла, он је покушао да изађе из собе, али је поново осетио гнев свог послодавца. После девет година таквог опхођења, њему је пукао филм и ударио је сер Рубена. Предмет који је Поаро пронашао на степеништу био је лажан, а Џорџ је скривен у орману Поароове собе видео Трефјузиса како је украо кутију у којој је предмет био сакривен док је Поаро био у Лондону. Леди Аствел је била задовољна − њен предосећај се доказао тачним.

### Двадесетчетири коса
Поаро вечера са пријатељем Хенријем, а разговор се окреће ка људским навикама. Хенри редовно једе у ресторану у ком су, а он истиче белобрадог човека као доказ своје теорије. Овај брадати човек једе исти оброк ту средом и суботом и увек наручује много истих ствари као део његовог оброка од три јела. Конобарица им доноси оброке и види како Хенри гледа у брадатог човека. Она им говори да је прошле недеље он дошао у понедељак и наручио ствари које никада раније није наручивао. Поаро постаје радознао. Три недеље касније, Поаро и Хенри се срећу у возу и током разговора Хенри помиње да брадати човек није виђен недељу дана. Хенријева теорија је да је умро и да је његова промена навика у понедељак била исход неких лоших вести које је чу од свог лекара. Поаро није сигуран у то и започиње истрагу. Он лако проналази име човека у читуљама и са одговарајућим уводом, он упознаје лекара покојника. Човек је живео сам и умро је након случајног пада низ степенице у својој кући и пронађен је у близини флаша млека. Умро је отприлике око 22:00 и нешто мало је јео неколико сати раније у истом ресторану где га је видео Поаро. Имао је и писмо у џепу. Као одговор на питање у вези најближе родбине, Поароу је речено да је човек имао брата близанца Ентонија који је умро у подне истог дана као и његов брат након дуге и тешке болести и да је њихов једини преживели род сестрић Џорџ Лоример. Поароа су занимали покојникови зуби и потврђено је да су били баш бели за његове године.
После неколико токова истраге, Поаро је упознао Лоримера и оптужио га за убиство. Лоримерово реаговање потврдило је да је у праву.
Кад су се поново састали, Поааро је објаснио да је Ентони оставио огромно богатство (покојном, али отуђеном) брату. Лоример би на крају наследио новац, али је био нестрпљив. Он га је убио па је прерушен у ујака отишао у гостионицу. Међутим, заборавио је да опонаша ујакове навике око јела па је наручио друго јело уместо оног које ујак обично поручује, а између осталог и питу од купина као посластицу. Његов ујак није јео јело које би му умрљало зубе, док су Лоримерови зуби били умрљани.

### Сан
Поаро је позван писмом у кућу слободног и ексцентричног милионера Бенедикта Фарлија. Он је примљен у пословници Фарлијевог личног тајник, Хјуга Корнвортија, али проналази милионера самог у замраченој соби. Поаро је сео на светлом обасјану столицу и није задивљен човеком обученим у стари иштрикани бадемантил и који носи дебеле наочаре осећајући да је то неприродно и да је он шарлатан који не поседује харизму коју је очекивао од тако богате и моћне особе. Фарли му говори да је узнемирен кошмаром у коме седи за столом у суседној просторији тачно у 12.28 часова, вади револвер који држи у фиоци радно стола и убија се. Разни лекари му нису могли то да објасне, па се сада окренуо познатом детективу. Поаро га пита да ли има непријатеља који би желели да га убију, али Фарли никога не зна. Поаро тражи да види собу која је приказана у сну, али Фарли то одбија и Поаро зато одлази. Пре него што га је пустио, Фарли тражи да му врати писмо које је послао и Поаро му га предаје, али онда схвата да је предао погрешно и да то Фарли није приметио. Заменио је писма.
Недељу дана касније, један познаник, др. Стилингфлит, је позвао Поароа и рекао му да се Фарли убио. Поаро је отишао у његову кућу, састао се са лекарем и инспектором, другом супругом покојника и ћерком из првог брака Џоаном и Хјугом Корнвортијем у чијој се пословници састао са Фарлијем. Поаро им је рекао све разлоге раније посете. Међу неким члановима породице дошло је до изненађења, али госпођи Фарли је супруг рекао за снове и она је потврдила да је држао револвер у фиоци од стола. Супруг јој се изгледа убио на исти начин као што је и сањао. Два посетиоца су чекала испред пословнице да их прими. Фарли им се обратио, рекао да неће дуго и отишао у своју пословницу. После извесног времена је Корнворти ушао и пронашао тело. Нико није могао да уђе у просторију у међувремену, преко прозора се није могло унутра, а преко пута њега је зид штедионице. Поароа је осетио да је тај зид јако важан. Прегледао је собу и пронашао пар хватаљки што му је било занимљиво и поставио је разна питања људима тамо, а неко од њих му је рекао да је Фарли био такорећи слеп без наочара. Поароа је дошао до решења. Када је био у посети, није га примио Фарли него прерушени Корнворти. Тајник је послао Поароу писмо и упутио слугу да га уведе код њега у пословницу, а не у Фарлијеву. Како је носио јаке наочаре, није могао да види да му је Поаро дао погрешно писмо. Због тог чина Корнвортија Поаро није био задивљен човеком како је очекивао. Корнворти је намамио Фарлија до прозора и онда убио нагињући се кроз свој прозор, а нико га није видео због зида од штедионице. Оставио је човека да лежи мртав неко време па је онда отишао да "нађе" тело и подметнуо пиштољ. Саучесница му је била љубавница, госпођа Фарли која је једина сем њега тврдила да су снови били прави и да је пиштољ држан у фиоци од стола. Она се одала кад је покушала да нападне Поароа, али ју је обуздао Стилингфлит.

### Гриншоов павиљон
Рејмонд Вест, сестрић госпођице Марпл, шредставља књижевног критичара Хораса Бајндлера, у једном дому који је познат под именом "Гриншоова глупост". Изградио га је 1860-их или 1870-их година човек који је стекао огромно богатство, али није имао замисли о архитектонском стилу па је кућа најчуднија зграда у целом света. Иако су, строго говорећи, упали на туђи посед, њих ипак дочекује госпођица Гриншо, старија унука човека који је саградио кућу, коју су затекли у њеном врту. Она је оштра, благо зрнаста жена која држи до свог особља од двоје уљди. То су госпођица Кресвел, њена дружбеница, и Алфред, млади вртлар који је стално у спору са госпођицом Кресвел. Госпођица Гриншо користи присуство двоје посетилаца и траже да они буду извршиоци тестамента који је управо начинила. Њиме оставља све госпођица Кресвел уместо свих неисплаћених плата јер је госпођица Гриншо одлучила да ништа не остави својој родбини, њеном сестрићу, сину пуког човека који се зове Хари Флечер и који је побегао са једном од њених сестара. Они потписују тестамент у библиотеци где им госпођица Гриншо показује обимне дневнике њеног деде и изражава жељу да их уреди и објави, али говори да нема времена за обављање таквог задатка. Двоје посетилаца узимају одмор, помало збуњени опаском госпођице Гриншо у смислу да је мислила да су полицајци када их је видела на свом имању.
Кад су касније разговарали о посети у друштву госпођице Марпл, Џоан Вест и њена сестричина Луиз Оксли, ова друга се понудила да ради уређивање дневника док је госпођица Марпл указала на сличност између госпђице Гриншо и господина Нејсмита који је волео да износи лажне оптужбе чисто из забаве што је понекад доводило до невоља. Луис Оксли је добила посао уређивања дневника и почела је да ради у кући госпођице Гриншо. Сутрадан је замољена да позове старициног сестрића Натанијела Флечера, али јој је речено да не обавештава госпођицу Кресвел. Кад му је то речено, Рејмонд је помислио да хоће да се помире и да ће можда доћи до промене опоруке. Када је дан касније дошла у кућу, Луиз је остала затечена сличношћу Алфреда и портрета деде госпођице Гриншо. Док је радила на дневницима око подне на спрату куће, она је чула врисак из врта, она је видела госпођицу Гриншо како се тетура ка кући са стрелом у грудима. Кад је Луиз покушала да сиђе доле и помогне госпођици Гриншо која је пала у соби испод, открила је да је закључана. И госпођица Кресвел је рекла да је у истом стању. Полицајац који је дошао неколико минута касније је ослободио жене из соба. За њим је дошао и наредник па Натанијел Флечер који је дошао на ручак.
Те вечери, инспектор Велч је разговарао са Рејмондом о опоруци којој је био сведок. Госпођица Марпл је тачно закључила да, супротно оном што је Рејмонду и Хорасу Биндлеру речено, госпођица Кресвел није поменута у опоруци − госпођица Гриншо ју је преварила, понашавши се исто као и господин Нејсмит. Наследник новца госпођице Гриншо је Алфред, који је вероватно унук преко неког од ванбрачне деце госпођице Гриншо због чега се и види сличност. Алфред је члан стреличарског клуба, али има покриће као стена за време убиства. Госпођица Марпл има хипотезу: Госпођица Гриншо коју је Луиз упознала у та два дана била је у ствари прерушена госпођица Кресвел. Госпођица Гриншо је била у несвести у време кад је "погођена", а особа на самрти на травњаку коју је Луиз видела била је госпођица Кресвел са лажном стрелом. Први "полицајац" који је дошао у кућу био је стварно Натанијел Флечер, саучесник госпођице Кресвел. Он је тврдио да је дружбеница била закључана у својој соби из које ју је он ослободио, а у ствари је била слободна јер је глумила своју газдарицу и преварила Луиз да мисли да је сведокиња "злочина". Пар је мислио да свали кривицу на Алфреда, не знајући да је он отишао у кафану на ручак раније него обично па самим тим има покриће.
Кад је госпођица Марпл видела да су у врту на ком је "госпођица Гриншо" радила ишчупане биљке из корена, нешто што стручни вртлар никад не би урадио, она је схватила да је у праву. Алфред је наследио "Гриншоов павиљон".

## Књижевни значај и пријем
Морис Ричардсон из Посматрача је 18. децембра 1960. године рекао: "Никад није била најбоља у кратким причама. Ових шест су далеко од ремек-дела. А опет, они садрже дух старих бројних Божићних радости и могу да вам олакшају за време обиља или једног од путева крста на точковима, названих гвоздена путовања".
Роберт Бернард: "Каснија збирка од неколико "дугих кратких" прича које добро стоје Кристијевој. Мало ригорозне у односу на њене најбоље, међутим, и њена последња прича Гриншоов павиљон је чист пример навике госпођице Марпл да извлачи закључке на пречац без трунке о томе зашто и због чега".

## Везе са другим делима
- Др. Стилингфлит који се појављује у причи Сан касније се појавио у књизи Трећа девојка.
- Поароова тврдња да верује у "шест немогућих ствари пре доручка" у причи Пустоловина Божићног пудинга је цитат 5. поглавља књиге Алиса с оне стране огледала Луиса Керола када је Алиса рекла да не може да верује у шест немогућих ствари, а Бела краљица јој је рекла да нема довољно искуства и да је "то чинила пола сата дневно. Зашто? Па понекад верујем као и сви у шест немогућих ствари пре доручка".

## Екранизације и прилагођавања

### Телевизија
Свих пет прича о Поароу су екранизоване у серији Поаро.
- "Пустоловина Божићног пудинга" екранизована је под називом "Крађа краљевског рубина" из америчке збирке прича Двоструки грех и друге приче. Прича је благо измењена. Цела породица, па и крадљивци, открили су рубин у колачу током Бадње вечери, а Поаро га је под изговором да је лажан однео у своју собу на чување. Кад је Бриџет наводно убијена, Поаро је ставио прави рубин, а не лажни њој у руку. Ли-Вортли је побегао са њим и Ајрис Мофат, девојком која се представљала као његова сестра Глорија (Мофатова је раније украла драгуљ док је била на вечери са краљевићем Фаруком од Египта). Ли-Вортли није оставио Мофатову и "збрисао" као што је то урадио у причи. Њих двоје су кренули у бекство личном ваздухопловом који је улетео у поље током потере Дејвида (који је грешком мислио да Сара бежи са Ли-Вотрлијем). И Поаро и полиција су били тамо. Злочинци су неповређени похапшени на лицу места, а драгуљ је враћен краљевићу. Тек касније је Поаро објаснио шта се стварно догађало породици. Бриџет се поздравила са њим на крају са осталима, али га није пољубила под имелом.
- "Загонетка шпанске шкриње" је екранизована по краткој варијанти приче "Загонетка багдадске шкриње". Екранизација је верна краткој причи сем што су додат бљесак из прошлости о томе како је Кертис зарадио ожиљак и његов крајњи двобој са мајором Ричом.
- Екранизација приче "У запећку" је верна изворној причи. Једина разлика је што су уместо инспектора Милера и батлера Џорџа убачени капетан Хејстингс и госпођица Лемон.
- Епизода "Двадесетчетири коса" има неколико измена у односу на изворну причу.
  - Капетан Хејстингс, главни инспектор Џап и госпођица Лемон додати су у причу.
  - Џорџ Лоример је позоришни управник док је у причи лекар.
  - Приказани су смрт Ентонија Гаскоња и то да је имао кућну помоћницу.
  - Хенри Гаскоњ није био ожењен док је Поаро у причи поменуо да је његова супруга дошла у Лондон после његове смрти на читању опоруке.
- Прича "Сан" је екранизована као десета и последња епизода прве сезоне серије Поаро. Екранизација има неколико измена.
  - Капетан Хејстингс и госпођица Лемон су додати у причу.
  - Уместо инспектора Барнета појављује се епизодни лика главног инспектора Џапа.
  - После Поароовог објашњења, Хјуго Корнворти покушао је да побегне приликом чега је упао у тучу са Хејстингсом, али га је ухватио дечко Џоане Фарли Херберт.
- Прича "Гриншоов павиљон" екранизована је као друга епизода шесте и последње сезоне серије Марпл са Џулијом Макензи у насловној улози. Радња приче "Отисак палца Светог Петра" је убачена у екранизацију.

### Радио
Причу "Пустоловина Божићног пудинга" прилагодио је за радио Мајкл Бејквел и емитована је на ББЦ Радију 4 25. децембра 2004. године, а Поароа је играо Џон Мофат.

### Цртана серија
Приче "Пустоловина Божићног пудинга" и "Двадесетчетири коса" направљени су као 19. и 20. епизода цртане серије Велик идетективи Агате Кристи Поаро и Марплова 2004. године.